# Boiștea
Boiștea – wieś w Rumunii, w okręgu Neamț, w gminie Petricani. W 2011 roku liczyła 899 mieszkańców.